# Lethrinops polli
Lethrinops polli és una espècie de peix de la família dels cíclids i de l'ordre dels perciformes.

## Morfologia
Els mascles poden assolir els 14,9 cm de longitud total.

## Distribució geogràfica
És un endemisme del sud del llac Malawi (Àfrica oriental).